# Associazione Calcio Macerata 1939-1940
Questa voce raccoglie le informazioni riguardanti l'Associazione Calcio Macerata nelle competizioni ufficiali della stagione 1939-1940.

## Rosa
| N. |                   | Ruolo | Calciatore           |
| -- | ----------------- | ----- | -------------------- |
|    | Italia (bandiera) | A     | Francesco Baldoni    |
|    | Italia (bandiera) | C     | Renato Belelli       |
|    | Italia (bandiera) | P     | Giovanni Busani      |
|    | Italia (bandiera) | C     | Ideale Ciarapica     |
|    | Italia (bandiera) | C     | Giovanni Compagnucci |
|    | Italia (bandiera) | D     | Alberto Del Fava     |
|    | Italia (bandiera) | D     | Renato Morlupi       |
|    | Italia (bandiera) | D     | Antonio Palmieri     |

| N. |                   | Ruolo | Calciatore          |
| -- | ----------------- | ----- | ------------------- |
|    | Italia (bandiera) | D     | Achille Rizzo       |
|    | Italia (bandiera) | P     | Luigi Romagnoli     |
|    | Italia (bandiera) | A     | Gino Rossetti (cap) |
|    | Italia (bandiera) | C     | Ugo Starace         |
|    | Italia (bandiera) | D     | Giovanni Tombesi    |
|    | Italia (bandiera) | D     | Albero Trau         |
|    | Italia (bandiera) | A     | Aldo Valli          |
|    | Italia (bandiera) | C     | Ettore Vecchietti   |